# Tulia (band)
Tulia is een Pools muzikaal kwartet. 

## Biografie
Tulia werd in 2017 opgericht in Szczecin door Joanna Sinkiewicz, Dominika Siepka, Patrycja Nowicka en Tulia Biczak. In 2018 bracht het viertal een eerste album uit. Begin 2019 werden ze door de Poolse openbare omroep intern geselecteerd voor deelname aan het Eurovisiesongfestival 2019 in Tel Aviv.
1994: Edyta Górniak · 
1995: Justyna Steczkowska · 
1996: Kasia Kowalska · 
1997: Anna Maria Jopek · 
1998: Sixteen · 
1999: Mietek Szcześniak · 
2001: Piasek · 
2003: Ich Troje · 
2004: Blue Café · 
2005: Ivan & Delfin · 
2006: Ich Troje · 
2007: The Jet Set · 
2008: Isis Gee · 
2009: Lidia Kopania · 
2010: Marcin Mroziński · 
2011: Magdalena Tul · 
2014: Donatan & Cleo · 
2015: Monika Kuszyńska · 
2016: Michał Szpak · 
2017: Kasia Moś · 
2018: Gromee feat. Lukas Meijer · 
2019: Tulia · 
2021: Rafał · 
2022: Ochman · 
2023: Blanka · 
2024: Luna · 
2025: Justyna Steczkowska